# 뉴기니덤불쥐속
뉴기니덤불쥐속(Coccymys)은 쥐과 쥐아과에 속하는 설치류 속 분류군이다. 인도네시아와 파푸아뉴기니의 토착종이다.

## 하위 종
- 흰이덤불쥐 (C. albidens) - 흰이덤불쥐의 유일종(Brassomys albidens)으로 분류하기도 한다.
- 황갈색덤불쥐 (Coccymys kirrhos)[2]
- 러믈러덤불쥐 (C. ruemmleri)
- 쇼메이어쥐 (C. shawmayeri)[2]